# Acilius sulcatus
Acilius sulcatus es una especie de coleópteros adéfagos de agua dulce de la familia Dytiscidae. Se encuentran en el Norte de Europa.
Es conocido por sus patas traseras distintivas que le permiten caminar de forma limitada.

## Sinonimia
- Dytiscus punctatus Scopoli, 1763
- Dytiscus fasciatus De Geer, 1774
- Dytiscus scopolii Gmelin, 1790
- Acilius caliginosus Curtis, 1825
- Acilius scoticus Stephens, 1828
- Acilius varipes Stephens, 1828
- Acilius brevis Aube, 1837
- Acilius laevisulcatus Motschulsky, 1845
- Acilius tomentosus Motschulsky, 1845
- Acilius blancki Peyerimhoff, 1927

## Galería

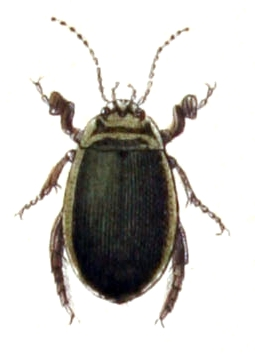
Macho
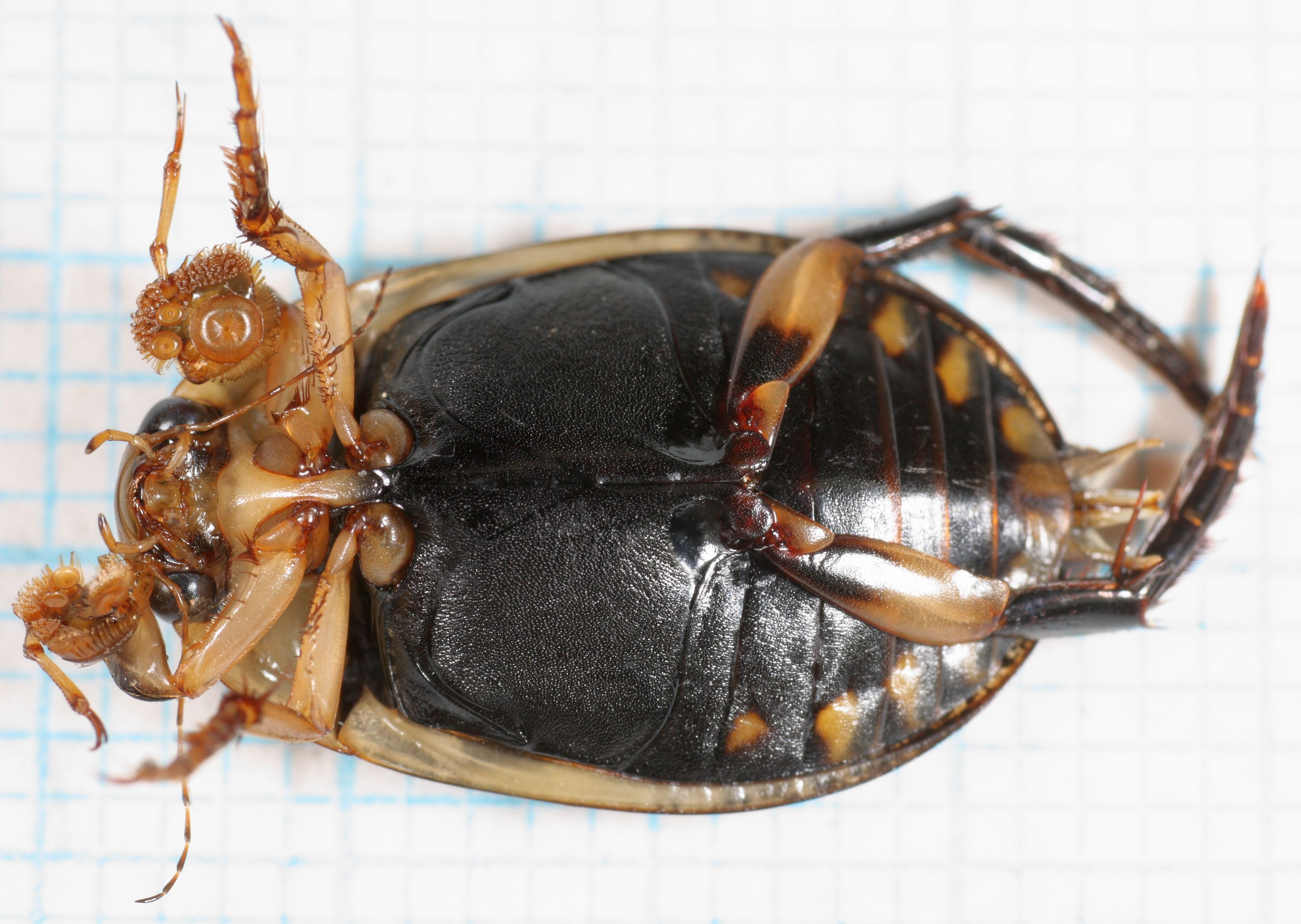
Los machos tienen patas delanteras con ventosas
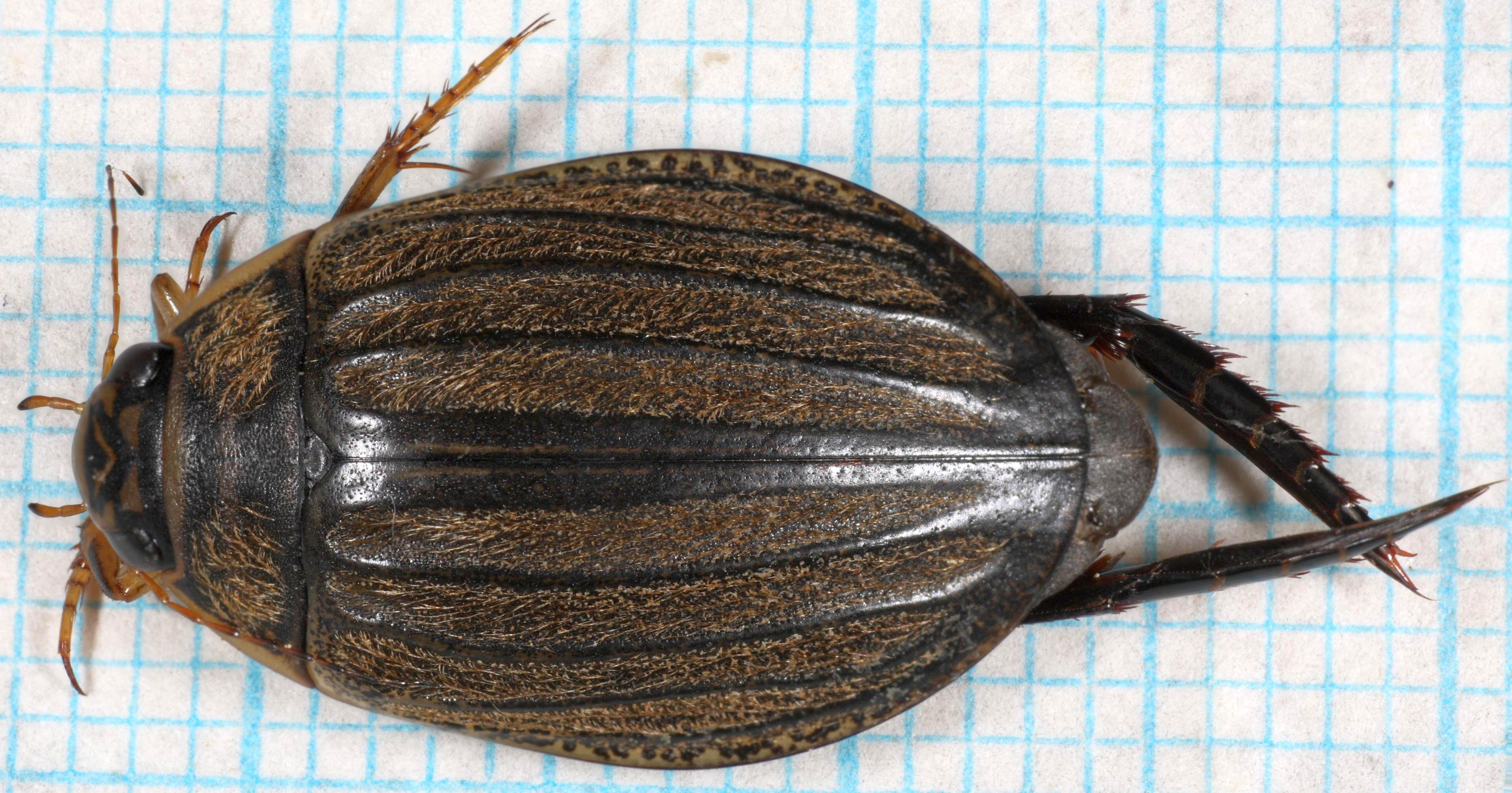
Hembra
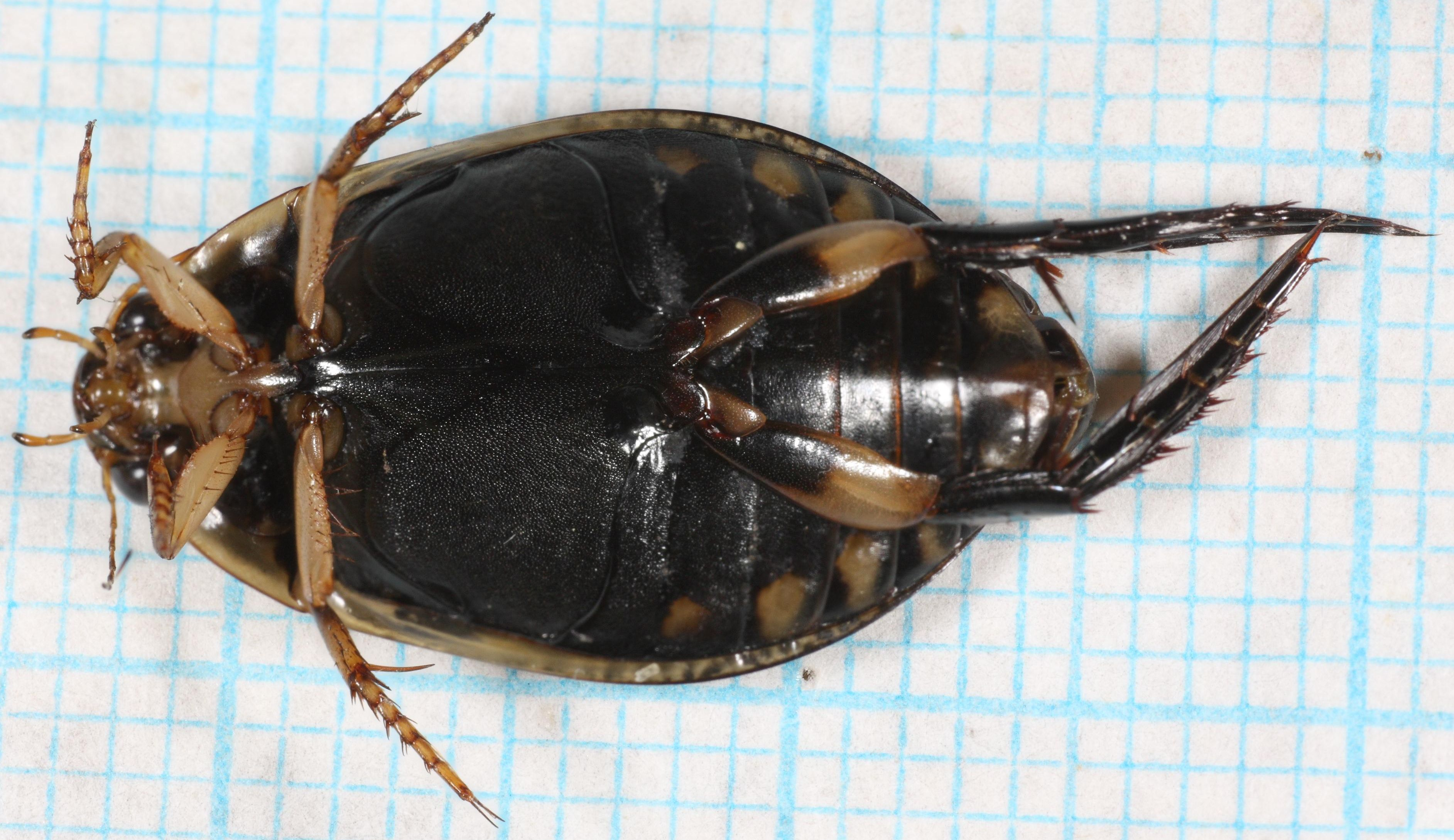
Hembra
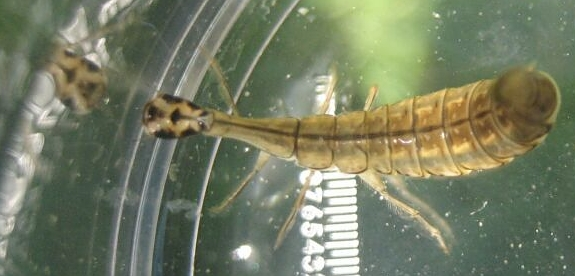
Larva